# Ryūtetsu
La Ryūtetsu (流鉄?) è una compagnia ferroviaria giapponese che gestisce la linea Nagareyama. La sede centrale si trova nella città di Nagareyama, prefettura di Chiba, adiacente alla stazione di Nagareyama, punto terminale della linea Nagareyama.
A parte una piccola attività immobiliare utilizzando le sue proprietà lungo la linea ferroviaria, l'azienda ha poche altre attività correlate ed è quasi esclusivamente un'azienda ferroviaria. Tuttavia, l'attività ferroviaria è stata duramente colpita dalla Tsukuba Express, inaugurata nel 2005, e l'azienda ha perso regolarmente denaro, negli ultimi anni ha compensato le perdite nel settore ferroviario con l'attività immobiliare, che fornisce un reddito stabile.

## Storia
La società fu costituita il 7 novembre 1913 come Ferrovia leggera di Nagareyama (流山軽便鉄道?, Nagareyama Keiben Tetsudō) e aprì una linea ferroviaria con scartamento da 762 mm il 14 marzo 1916. Nel mese di novembre del 1922 fu rinominata Ferrovia Nagareyama (流山鉄道?, Nagareyama Tetsudō) e nel 1924 ricostruì i binari ferroviari con uno scartamento di 1.067 mm. A dicembre del 1949 iniziò l'elettrificazione della linea. Il 28 novembre 1951 il nome della società viene cambiato in Ferrovia elettrica Nagareyama (流山電気鉄道?, Nagareyama denki tetsudō) e il 20 giugno 1967 il nome della società viene cambiato in Nagareyama dentetsu (流山電鉄?). Il 20 gennaio 1971 il nome della società viene cambiato in Ferrovia elettrica Sobu Nagareyama (総武流山電鉄?, Sōbunagareyama dentetsu) e il 1º agosto 2008 viene cambiato il nome della compagnia in Ryūtetsu e allo stesso tempo cambiato il nome della linea in Nagareyama.

## Linee ferroviarie
L'azienda gestisce una sola linea.
- Linea Nagareyama (流山線?): Mabashi - Nagareyama (5,7 km, 6 stazioni)

## Materiale rotabile
Dal 1994, tutti i veicoli sono stati trasferiti dalla Seibu.
- Serie 5000 (ex Seibu serie 101)

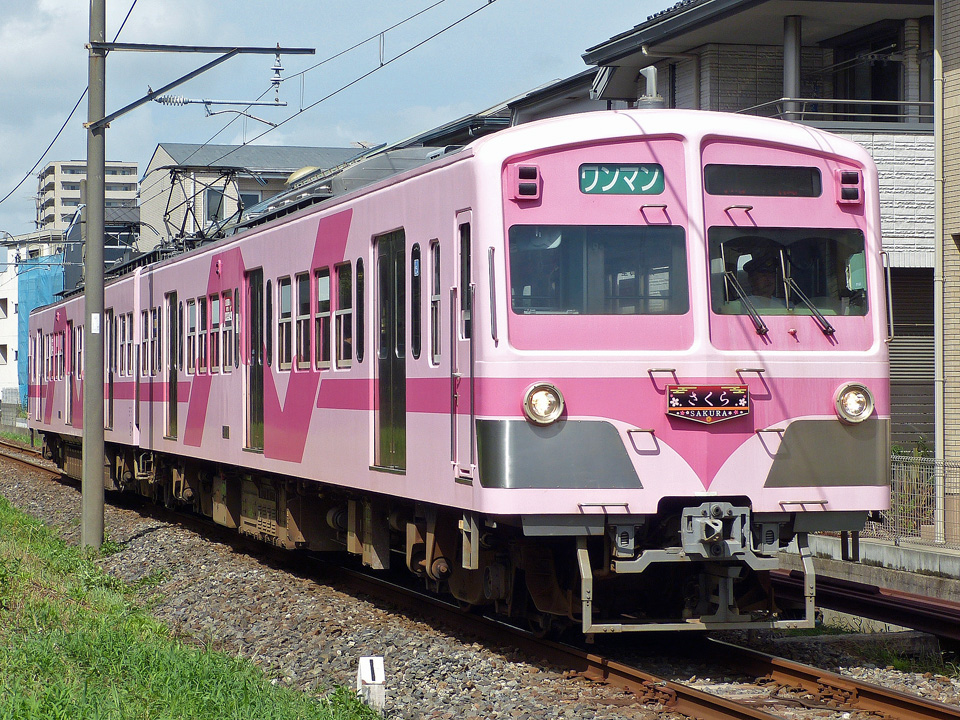
Serie 5000 “Sakura”
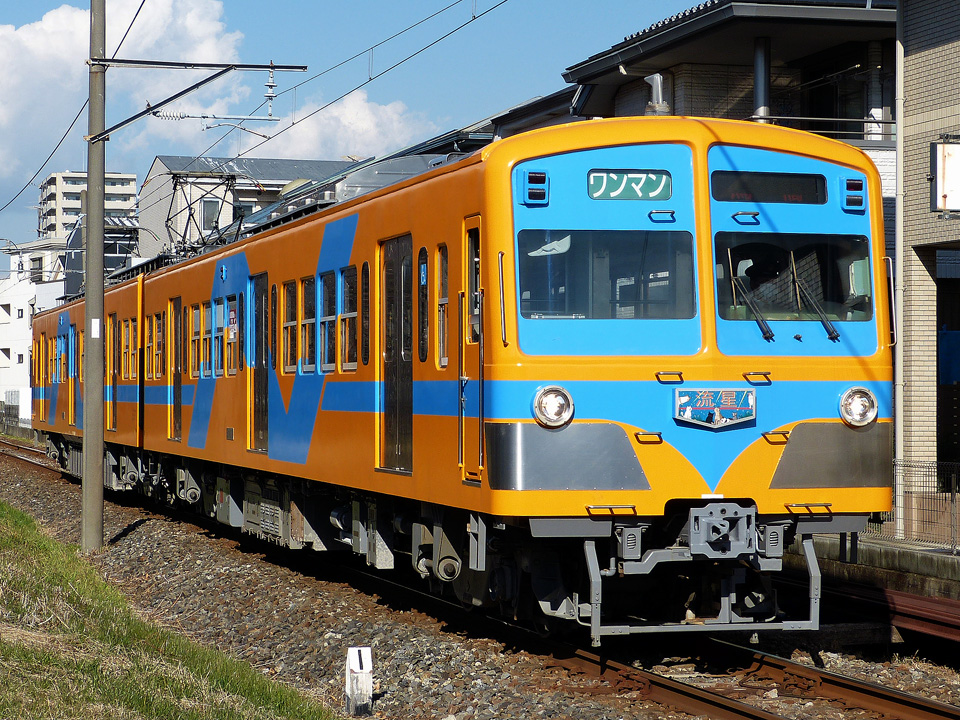
Serie 5000 “Ryusei”